# جيمس ك. غراي
جيمس ك. غراي هو شخصية أعمال كندي، ولد في 1933.